# Josef Netzer
Josef Netzer (alemany: Johann Josef Netzer)  (Zams, 18 de març de 1808 - Graz, 26 de maig de 1864) fou un compositor i mestre de capella austríac.
Netzer va ser un dels artistes consolidats del Tirol, que han fet una carrera nacional. Juntament amb Johann Rufinatscha va causar sensació a Viena amb grans obres simfòniques.
La seva primera educació musical la va rebre del seu pare Christian Netzer (1775 - 1830), professor de l'escola i organista de Zams. Segons els desitjos dels seus pares, hauria d'estudiar i convertir-se en ministre. Per tant, va ser enviat a Innsbruck als 12 anys per assistir a l'escola secundària local. Al mateix temps, va rebre lliçons de música a l'"Innsbruck Musikverein" (lliçons de piano amb el pare Martin Goller), on aviat es va ensenyar. Després de finalitzar el batxillerat el 1827, va prendre la decisió de continuar la seva formació musical a Viena i perfeccionar el que ja havia après. Va rebre lliçons de Domkapellmeister Johann Gänsbacher i del teòric musical Simon Sechter, el futur professor d'Anton Bruckner. Es va guanyar la vida durant els seus estudis com a professor de piano.
Josef Netzer era un amic íntim de Franz Schubert i tocava música amb ell. El 25 d'octubre de 1838, Netzer va debutar en públic amb un concert al teatre de la cort de Viena, que va ser un èxit que 14 dies després va seguir un segon, per al qual va compondre la seva 2a Simfonia en major. L'editor de música vienès Anton Diabelli va imprimir les seves primeres cançons "To the Lute" (NWV 805), "To the Moon" (NWV 806), "My Luck" (NWV 845), "Hakons Lied" (NWV 834) i "Schneebilder" "(NWV 852). Netzer va ser nomenat membre executiu de la "Gesellschaft der Musikfreunde Wien" i membre del Comitè de la "Gesellschaftskonzerte" (Societat de Concerts), així com a cap dels exercicis del Conservatori. La fama de Netzer es va deure principalment a la seva òpera Mara presentada el 1841 al "Hofoperntheater" de Viena (actual Opera de l'Estat de Viena) per la "Hofopernorchester" (actualment la Filarmònica de Viena) que es va estrenar amb gran èxit.
L'1 d'abril de 1842, Netzer va entrar amb una carta de recomanació del canceller austríac Príncep Metternich en un viatge d'art a Alemanya. L'objectiu del viatge era donar a conèixer la seva òpera Mara a les ciutats alemanyes, en el millor dels casos per a poder actuar i fer contactes. La seva primera parada va ser Praga, on es va representar Mara amb èxit el 1843, seguida de Dresden i Leipzig, on també va conèixer Mendelssohn. A Berlín, va conèixer a Meyerbeer qui va manifestar elogis per Mara i per la mediació de la qual també es va representar a la "Royal Opera House" de Berlín. La van seguir estades a Hamburgo, Hannover, Brunswick i Kassel, on l'òpera de Netzer també estava al tauler.
Netzer va treballar com a Kapellmeister i compositor a Viena al "Theatre an der Wien", des de 1849 a Mainz al "Stadttheater", a Leipzig com a col·lega d'Albert Lortzing i de 1853 a 1861 a Graz al Teatre Estonià, alhora que va treballar al "Musikverein" per Estíria com a successor de Georg Ott. El 1854 Netzer va dirigir amb Tannhäuser la primera interpretació d'una òpera de Richard Wagner a Àustria-Hongria. Des de la temporada 1854/55 fins a la seva mort, va ser el primer mestre del cor del "Grazer Männergesangsverein". Josef Netzer va morir a Graz el 1864. La seva propietat està gestionada al Museu Estatal del "Tirol Ferdinandeum i Stams Abbey".